# The Choice of Hercules
The Choice of Hercules (L'elecció d'Hèrcules), HWV 69, és un oratori en un acte i tres escenes de Georg Friedrich Händel. Händel va escriure la partitura entre el 28 de juny i el 5 de juliol de 1750. La primera representació va tenir lloc l'1 de març de 1751 en el Covent Garden Theatre, Londres. El llibret deriva del poema (1743) de Robert Lowth però fou revisat, probablement, per Thomas Morell. The Choice of Hercules és més una cantata dramàtica i és de les menys conegudes de Händel; en aquella època, les obres seculars no es deien oratoris sinó que es presentaven d'una manera associada amb l'oratori, en teatres però sense escenificació.

## Context històric
Händel havia compost una música per a un projecte en el qual col·laborava Tobias Smollett, un escriptor escocès, i fou impulsat per John Rich el gerent del Covent Garden Theatre on s'hauria d'estrenar. Al final es va desestimar i com Händel no deixava que la bona música es desaprofités, l'estiu de 1750 havia elaborat el pla per reutilitzar-ne el màxim possible de material en una nova obra. El resultat va ser The Choice of Hercules, una cantata dramàtica en un sol acte, en anglès. Handel va compondre la partitura entre el 28 de juny i el 5 de juliol, adaptant diversos números de la música d' Alceste i afegint-ne de nous. En l'estrena, també es va interpretar l'oda Alexander's Feast.
El repartiment no es coneix del tot, però probablement van participar la soprano Giulia Frasi (Plaer), la mezzosoprano Caterina Galli (Virtut), el contralt castrato Gaetano Guadagni (Hercules) i el tenor Thomas Lowe (Assistent de plaer). En posteriors concerts, el 1753 i el 1755, es va interpretar The Choice of Hercules entre les dues parts de Alexander's Feast i es va denominar ‘Interlude’, el títol que Handel li havia donat originalment en la seva partitura autògrafa.

## Argument
La història se centra en l'elecció d'Hèrcules, quan el jove heroi ha de decidir entre els camins del plaer i de la virtut. Aquesta dualitat està representat per dues dones que presenten diversos arguments a Hèrcules, i la seva confusió s'articula en el trio "Where shall I go?". El mite clàssic de "l'elecció d'Hèrcules," tal com es narra pel sofista atenenc del segle v, Pròdic (Jenofonte, Memorabilia 2.1.21-34), anticipa que Hèrcules triarà el camí de la Virtut. I, de fet, el cor canta (Cor, 24) "Virtue will place thee in that blest abode, Crown'd with immortal youth, Among the gods a god!" ("La virtut et col·locarà entre els beneïts al capdamunt, coronat amb joventut immortal, un déu entre els déus!"). El personatge de l'Attendant on Pleasure ("Ajudant en el Plaer") es presenta en aquesta versió i complica la decisió d'Hèrcules (Ària, 16). L'obra inclou la famosa ària "Yet can I hear that dulcet lay".

## Personatges
- Hercules (Hèrcules, mezzosoprano)
- Pleasure (Plaer, soprano)
- Virtue (Virtut, soprano)
- An Attendant on Pleasure (Un ajudant del Plaer, tenor)
- Chorus (Cor)

## Estructura
L'obra té els següents moviments:
| Moviment | Tipus           | Caràcter                      | Text                                             |
| -------- | --------------- | ----------------------------- | ------------------------------------------------ |
| 1        | Sinfonia        |                               |                                                  |
| 2        | Accompagnato    | Pleasure                      | See Hercules! how smiles yon myrtle plain        |
| 3        | Air             | Pleasure                      | Come, blooming boy                               |
| 4        | Air             | Pleasure                      | There the brisk sparkling nectar drain           |
| 5        | Solo and Chorus | Pleasure                      | While for thy arms that beauty glows             |
| 6        | Recitative      | Virtue                        | Away, mistaken wretch, away!                     |
| 7        | Air             | Virtue                        | This manly youth's exalted mind                  |
| 8        | Recitative      | Virtue                        | Rise, youth! exalt thyself and me                |
| 9        | Air             | Virtue                        | Go, assert thy heav'nly race                     |
| 10       | Recitative      | Virtue                        | In peace, in war                                 |
| 11       | Solo and Chorus | Virtue                        | So shalt thou gain immortal praise               |
| 12       | Recitative      | Pleasure                      | Hearst thou, what dangers then thou must engage? |
| 13       | Solo and Chorus | Pleasure                      | Turn thee, youth, to joy and love                |
| 14       | Recitative      | Pleasure and Hercules         | Short is my way, fair, easy, smooth and plain    |
| 15       | Air             | Hercules                      | Yet, can I hear that dulcet lay                  |
| 16       | Air             | Attendant on Pleasure         | Enjoy the sweet Elysian grove                    |
| 17       | Recitative      | Hercules                      | Oh! whither, reason, dost thou fly?              |
| 18       | Trio            | Hercules, Pleasure and Virtue | Where shall I go?                                |
| 19       | Recitative      | Virtue                        | Mount, mount the steep ascent                    |
| 20       | Air             | Virtue                        | Mount, mount the steep ascent                    |
| 21       | Chorus          |                               | Arise! mount the steep ascent                    |
| 22       | Recitative      | Hercules                      | The sounds breathe fire                          |
| 23       | Air             | Hercules                      | Lead, goddess, lead the way!                     |
| 24       | Chorus          |                               | Virtue will place thee in that blest abode       |

Una interpretació habitual de tota l'obra dura uns 50 minuts.